# Übertragungsverlust

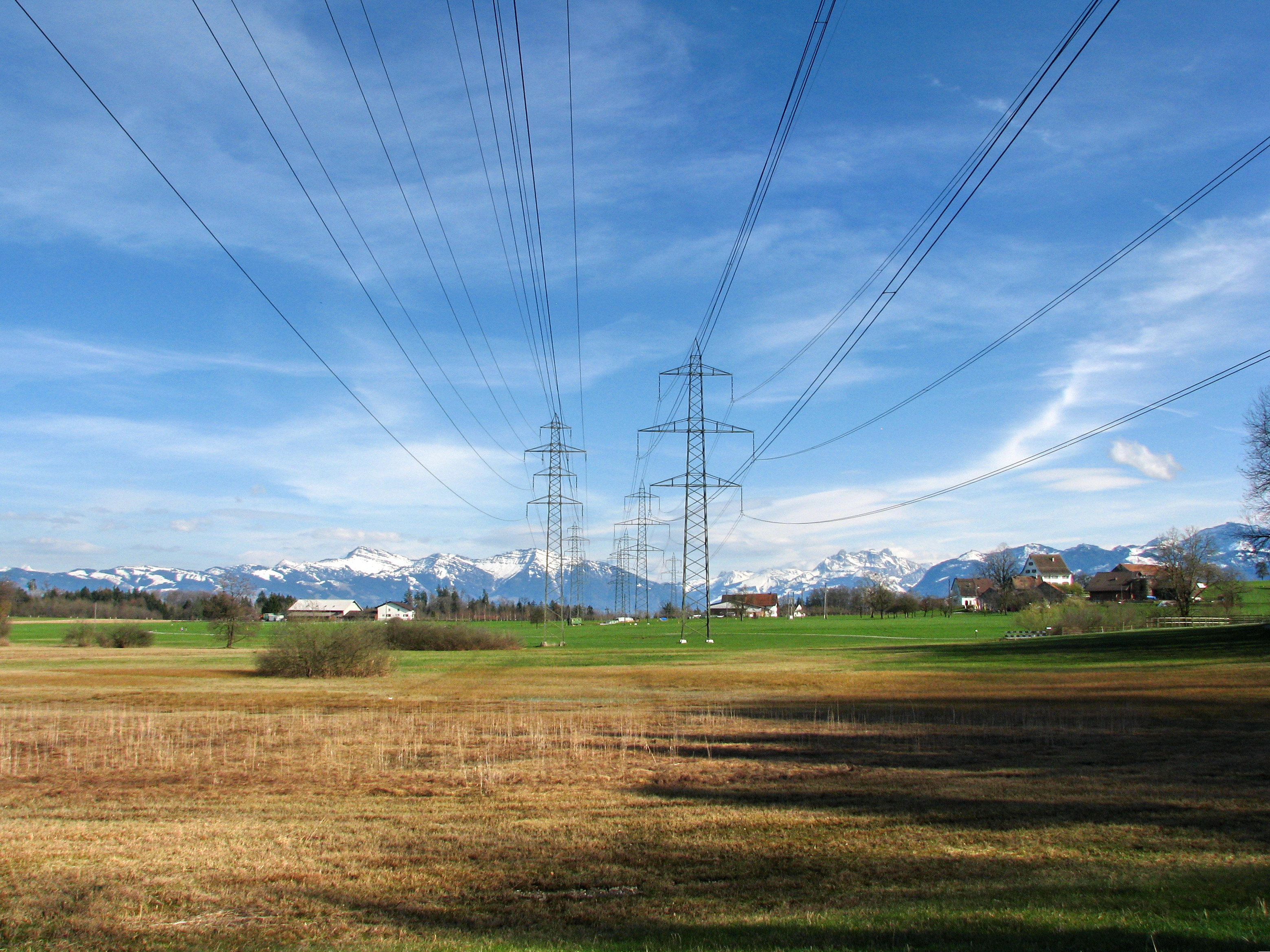
Freileitungen für Elektrizität mit hoher Spannung

Der Übertragungsverlust PW, auch Netzverlust PV, ist die Differenz zwischen erzeugter elektrischer Leistung im Kraftwerk und der genutzten elektrischen Leistung am Netzanschlusspunkt der Verbraucher. Übertragungsverluste entstehen hauptsächlich durch den Ohmschen Widerstand der Übertragungsleitungen. Der durch die Leitungen fließende Strom verursacht dabei eine Erwärmung der Leitungen, auch als ohmscher Verlust bezeichnet. Daneben spielen für die Netzverluste auch spannungsabhängige Verluste durch Koronaentladung, Verluste im Rahmen der Blindleistungskompensation und Verluste in den Leistungstransformatoren eine Rolle.
Die Internationale Elektrotechnische Kommission geht 2007 von einem Übertragungsverlust vom Kraftwerk bis zum Verbraucher zwischen 8 % und 15 % aus. Dies setzte sich aus dem Übertragungsverlust vom Kraftwerk zur Transformatorstation in Höhe von 3 % bis 5 % sowie der Übertragung von der Transformatorstation zu den Verbrauchern mit einem Übertragungsverlust in mindestens gleicher Höhe zusammen. Die Übertragungsverluste in Dreiphasensystemen betragen in Mitteleuropa etwa 6 % der Netzleistung, gemittelt über die verschiedenen Spannungsebenen. In Deutschland gehen durch Netzverluste rund 5,7 % der bereitgestellten Elektroenergie im Stromnetz verloren. Von 2000 bis 2012 wurde der Übertragungsverlust um ca. 28 % reduziert (von 34,1 auf 24,6 TWh).

## Systemvergleich

Absolute Übertragungsverluste P pro km als Funktion der übertragenen Leistung S bei 380-kV-Systemen: Freileitung, Erdkabel und gasisolierter Rohrleiter (GIL)

Bei einer typischen mit 380 kV betrieben Freileitung mit Bündelleiter 4×564/72 Al/St, welche auf die Übertragung von maximal 1,1 GW pro Dreiphasensystem ausgelegt ist, treten auf 100 km Länge stromabhängige ohmsche Verluste von 11,6 MW und 245 kW an spannungsabhängigen Verlusten, primär infolge der Koronaentladung, auf. Dies ergibt bei der Maximalleistung einen Übertragungsverlust von knapp über 1 % der eingespeisten Leistung pro 100 km. Die dominanten ohmschen Verluste könnten zwar durch größere Leiterquerschnitte scheinbar leicht verkleinert werden, allerdings steigt dabei das Gewicht und stößt an wirtschaftlich nicht mehr vertretbare Grenzen bei den Kosten für Freileitungen und Mastkonstruktionen in Relation zu den Energiekosten.
Zur Reduktion der absoluten Leitungsverluste und zur Erfüllung der (n – 1)-Regel werden Doppelsysteme mit zwei Dreiphasensystemen auf einem Mast häufig parallel und nur mit weniger als der halben Maximalleistung pro Leitersystem betrieben. Bei kurzfristigen Ausfall eines Systems, beispielsweise bei dem bei Freileitungen häufig auftretenden Erdschluss mit der Folge einer Leitungsunterbrechung und der automatischen Wiedereinschaltung, kann so ohne Unterbrechung der Versorgung das zweite Übertragungssystem die gesamte Übertragungsleistung übernehmen.
Die relativen Verluste von rund 1 % auf 100 km Länge bleiben bei einer Freileitung auch bei geringeren Übertragungsleistungen in etwa konstant. Bei Erdkabeln hingegen kommen die lastunabhängigen Kompensationsverluste als wesentliche Verlustkomponente hinzu, dafür verringern sich die ohmschen Verluste, da bei Erdkabelsystemen größere Leiterquerschnitte gewählt werden. Ein zu obiger Freileitung ähnliches 380-kV-Erdkabelsystem weist aufgrund des höheren kapazitiven Belages einen ca. 15 mal so hohen Blindleistungsbedarf auf, was bei einer typischen Jahresauslastung von 30 % im Erdkabelsystem im Vergleich zum Freileitungssystem zu etwa 25 % höheren Verlusten führt.
380-kV-Leitungen stellen bei den in Mitteleuropa üblichen Stromnetzen Leitungen mit den geringsten Verlusten dar, bezogen auf die Maximalleistung. In niedrigeren Spannungsebenen wie dem 110-kV-Verteilsystem und besonders im Mittelspannungsnetz treten pro 100 km größere relative Verluste auf, weshalb diese Spannungen für regionale Verteilungen auf kürzeren Strecken eingesetzt werden. Auch bei der Transformation zwischen den verschiedenen Spannungsebenen ergeben sich primär thermische Verluste in den Leistungstransformatoren, weshalb im Stromnetz bei den in Mitteleuropa üblichen mittleren Entfernungen zwischen Verbraucher und Kraftwerk ca. 6 % Gesamtübertragungsverlust gegeben sind. Bei größeren räumlichen Abständen zwischen Verbraucher und Kraftwerken ergeben sich höhere Gesamtverluste, weshalb es sinnvoll ist, Kraftwerke möglichst in der Nähe der Verbraucher zu errichten.

## Verringerung
Um die Übertragungswirkverluste gering zu halten, wird die Betriebsspannung möglichst hoch gewählt, um bei gleicher Übertragungsleistung die dominanten ohmschen Verluste zu reduzieren. Beispielsweise wird in Kanada in Teilen des Dreiphasennetzes der Hydro-Québec mit Spannungen von 735 kV gearbeitet.
Weiterhin wird bei langen Distanzen die Hochspannungs-Gleichstrom-Übertragung (HGÜ) eingesetzt, welche mit Gleichspannungen bis ±800 kV arbeitet. Die bei der HGÜ auftretenden zusätzlichen Konverterverluste in der Stromrichterstation infolge der Umrichtung von Dreiphasenwechselstrom in Gleichstrom und wieder zurück in Dreiphasenwechselstrom werden kostenmäßig ab Leitungslängen von 40 km bis 70 km bei Erdkabelsystemen, zu denen auch Seekabel zählen, und bei Freileitungen bei Entfernungen von 600 km bis 800 km durch die reduzierten Übertragungsverluste mit Gleichstrom kompensiert. Die Konverterverluste bei HGÜ bewegen sich dabei bei Volllast im Bereich von 0,5 % bis 1 % der übertragenen Leistung. Diese Konverterverluste setzen sich bei netzgeführten Stromrichtern in den größten Anteilen zu ca. 56 % durch Verluste in den nötigen Stromrichtertransformatoren, zu 25 % in den zu Gleichrichtung und Umrichtern eingesetzten Thyristoren und zu 8 % in den Oberwellenfiltern und Einrichtungen zur Bereitstellung von Blindleistung zusammen.